# Lorenzo Antonetti
Lorenzo Antonetti (Romagnano Sesia, 31. srpnja 1922. – Novara, 10. travnja 2013.) bio je kardinal Katoličke Crkve, koji je obnašao više službi u vatikanskoj diplomatskoj službi.
Papa Ivan Pavao II. imenovao ga je kardinalom-đakonom crkve Santa Agnesa in Agone 21. veljače 1998. godine. Umirovio se s mjesta predsjednika Uprave baštine Apostolske Stolice u studenom 1998. i postao njenim počasnim predsjednikom.
Umro je u Novari 10. travnja 2013. godine.